# Zoë Beck
Zoë Beck, née sous le nom de Henrike Heiland le 12 mars 1975  à Ehringshausen dans l'arrondissement de Lahn-Dill, est une autrice, éditrice, traductrice, scénariste et doubleuse allemande. Elle a remporté de nombreux prix pour ses livres et ses traductions.

## Biographie
À l'âge de trois ans, elle commence à jouer du piano. Elle effectue de nombreuses représentation et reçoit plusieurs récompenses lors de concours. Après avoir obtenu son diplôme d'études secondaires, elle étudie la littérature allemande et anglaise à Giessen, Bonn et Durham en tant que boursière de la Fondation académique nationale allemande. Elle complète ses études par un mémoire de maîtrise sur l'autrice américaine de romans policiers Elizabeth George. Elle travaille ensuite comme monteuse et productrice TV pour le groupe Kirch. Depuis 2004, elle vit à Berlin et travaille comme autrice indépendante.
Après avoir survécu à un cancer en 2007, elle change son nom pour Zoë Beck.

## Vie professionnelle
Beck commence par écrire des scénarios, dont le film de Noël pour enfant In der Weihnachtsbäckerei (« Dans la boulangerie de Noël ») avec Rolf Zuckowski pour la chaîne de télévision ZDF, divers épisodes de Tabaluga tivi, Nelly Net(t) et la sitcom Disney's Kurze Pause pour Disney Channel. Depuis 2006, elle écrit et publie principalement de la prose.
Avec Jan Karsten Beck, elle fonde la maison d'édition CulturBooks en 2013. La maison d'édition est issue de la revue en ligne Culturmag.
En plus de ses écrits, Zoë Beck travaille comme traductrice littéraire et doubleuse pour le cinéma et la télévision (notamment Hackerville, Dietland, The Terror, The Mist, Fear the Walking Dead, Orange Is the New Black, Followers). De septembre 2013 à août 2014, elle est  chroniqueuse radio pour l'émission LiteraturEN sur SWR2, une chronique qui récompense chaque année un auteur contemporain. Elle rédifge par la suite des critiques littéraires pour la station.
Zoë Beck est la voix allemande lors de tournées d'auteurs internationaux, comme Denise Mina, Val McDermid, Louise Welsh et Carl Nixon . Elle est membre du conseil d'administration de Litprom, membre du PEN Center Germany, cofondatrice du réseau d'autrices féministes « Herland » et co-initiatrice de l'alliance d'action #verlagegegenrechts. Lors des Foire du livre de Leipzig 2018 et 2019, elle organise, entre autres, la série d'événements « Die Gedanken sind bunt » (Les pensées sont colorées). Beck est membre du jury du prix Kurt Tucholsky depuis 2018.

## Récompenses
- 2010 Friedrich-Glauser-Preis[13]
- 2011 Prix Friedrich-Glauser, Nomination[14]
- 2012 Septembre, KrimiZEIT-Bestenliste
- 2013 Goldene Leslie, Nomination[15]
- 2014 janvier, février, mars, KrimiZEIT-Bestenliste[16]
- 2014 Radio-Brême-Krimipreis[17]
- 2014 Virenschleuder-Preis, Marketingpreis der Frankfurter Buchmesse, Catégorie „Persönlichkeit“[18]
- 2014 25 Frauen für die digitale Zukunft[19]
- 2015 mars, avril, mai, juin KrimiZEIT-Bestenliste
- 2015 Buchkultur: Die besten Krimis der Saison Top 10[20]
- 2016 Deutscher Krimi Preis, Catégorie „National“, 3. Platz[21]
- 2017 juillet, août Krimibestenliste der FAS/ Deutschlandfunk Kultur
- 2017 Internationaler Literaturpreis des Haus der Kulturen der Welt und der Stiftung Elementarteilchen, Nomination[22]
- 2018 Goldene Auguste, Prix pour ses services à la littérature policière féminine[23]
- 2018 Wiesbadener Krimistipendium 2019[24]
- 2019 Kurd-Laßwitz-Preis de la meilleure traduction en science-fiction pour Pippa Goldschmidt, "Von der Notwendigkeit, den Weltraum zu ordnen", nomination[25]
- 2020 juillet, août, septembre Krimibestenliste du FAS/Deutschlandfunk Kultur[26]
- 2020 Krimifuchs de la ville de Berlin (Berlin Crime Prize)[27]
- Prix allemand de la fiction policière 2020, catégorie "Nationale", 1ère place pour Paradise City[28]
- 2021 Friedrich-Glauser-Preis, catégorie roman, nomination pour Paradise City[29]
- Prix du crime politique 2021 de la Fondation Heinrich Böll Bade-Wurtemberg 2021 pour Paradise City[30]
- Prix Kurd-Laßwitz 2021 du meilleur roman de science-fiction en langue allemande, nomination[31]
- 2021 Greffier municipal à Tampere, Finlande[32]

## Ouvrages

### Romans (Nom: Zoë Beck)
- (de) Zoë. Beck, Wenn es dämmert Roman, Verlagsgruppe Lübbe GmbH Co. KG, 2012 (ISBN 3-404-15900-4, 978-3-404-15900-0 et 3-8387-2388-0, OCLC 857344766)
- (de) Zoë Beck, Das alte Kind : Thriller, Bastei Lübbe Taschenbuch, 2010 (ISBN 978-3-404-16443-1 et 3-404-16443-1, OCLC 667229434)
- (de) Zoë Beck, Der frühe Tod Thriller, 2011 (ISBN 978-3-404-16309-0 et 3-404-16309-5, OCLC 772846877)
- (de) Zoë Beck, Edvard mein Leben, meine Geheimnisse., 2012 (ISBN 3-8339-0053-9, 978-3-8339-0053-2 et 3-8387-1628-0, OCLC 985441380)
- (de) Zoë Beck, Das zerbrochene Fenster Thriller., 2012 (ISBN 3-404-16046-0, 978-3-404-16046-4 et 3-8387-1546-2, OCLC 985442867)
- (de) Zoë Beck, Brixton Hill Thriller, 2014 (ISBN 978-3-453-41042-8 et 3-453-41042-4, OCLC 864658942)
- (de) Zoë Beck, Schwarzblende : Roman, Heyne, 2015 (ISBN 978-3-453-41043-5 et 3-453-41043-2, OCLC 913018884)
- (de) Zoë Suhrkamp Verlag, Die Lieferantin Thriller, 2017 (ISBN 978-3-518-46775-6 et 3-518-46775-1, OCLC 962082869)
- (de) Zoë Beck, Paradise City Thriller, 2020 (ISBN 978-3-518-47055-8 et 3-518-47055-8, OCLC 1184118811)

### Prose courte (Nom: Zoë Beck)
- Das Haus im Lieper Winkel dans (de) Hanns-Peter Karr, Endstation Ostsee Krimis von Rostock bis Heringsdorf, 2009 (ISBN 978-3-940077-54-7 et 3-940077-54-2, OCLC 429664831)
- Draußen. dans (de) Andreas Izquierdo et Kölnisch-Preußische Lektoratsanstalt Köln, München blutrot [16 Autoren, 39 Tote, eine Stadt], 2009 (ISBN 978-3-940610-07-2 et 3-940610-07-0, OCLC 560525819)
- Raiponce dans (de) Andreas Izquierdo et Kölnisch-Preußische Lektoratsanstalt Köln, Die Märchenmörder, 2010 (ISBN 978-3-940610-12-6 et 3-940610-12-7, OCLC 725179895)
- Ein zufriedener Mann dans (de) Andreas Izquierdo, Angela Eßer et Kölnisch-Preußische Lektoratsanstalt Köln, Berlin blutrot [16 Autoren, 34 Tote, eine Stadt], 2011 (ISBN 978-3-940610-13-3 et 3-940610-13-5, OCLC 725180859)
- Dorianna dans (de) Michelle Stöger, Maria, Mord und Mandelplätzchen : 24 Weihnachtskrimis von Sylt bis zur Zugspitze, Droemer Knaur, 2011 (ISBN 9783426510131, OCLC 1245546382)
- Welthauptstadt der Agoraphobiker dans (de) Moritz Kienast, I hate Berlin : unsere überschätzte Hauptstadt, Lübbe Ehrenwirth, 2011 (ISBN 978-3-431-03847-7 et 3-431-03847-6, OCLC 767578160)
- Weihnachtsdrücken dans (de) Dietmar Bittrich, Lasst uns roh und garstig sein die schönsten Weihnachtskatastrophen, 2011 (ISBN 978-3-499-62802-3 et 3-499-62802-3, OCLC 767876762)
- Kerzenschein dans (de) Cornelia Kuhnert et Sabine Thiesler, Süßer die Morde nie klingen blutige Geschenke, 2012 (ISBN 978-3-453-54013-2 et 3-453-54013-1, OCLC 835997670)
- Stilles Wasser dans (de) Cornelia Kuhnert et Richard Birkefeld, Heide, Harz und Hackebeil Kurzkrimis zwischen Schafsköddeln und Harzer Roller, 2013 (ISBN 978-3-942446-77-8 et 3-942446-77-4, OCLC 855397130)
- Freundin. dans (de) Kirsten Claudia Voigt et Staatliche Kunsthalle Karlsruhe, Unter vier Augen : Sprachen des Porträts, Kerber, 2013 (ISBN 978-3-86678-812-1, 3-86678-812-6 et 978-3-925212-87-1, OCLC 854991743)
- Die Stimme dans (de) Cornelia Kuhnert et Sabine Thiesler, Eiskalte Weihnachtsengel [brandneue Kriminalgeschichten], 2013 (ISBN 978-3-453-43752-4 et 3-453-43752-7, OCLC 861514589)
- Berliner Leber dans (de) Cornelia Kuhnert et Richard Birkefeld, Mörderische Leckerbissen, 2013 (ISBN 978-3-423-21476-6 et 3-423-21476-7, OCLC 862966610)
- Rot wie Schnee dans (de) Johannes Engelke, Den Nächsten, der Frohe Weihnachten zu mir sagt, bringe ich um 12 Thriller, 2013 (ISBN 978-3-426-19986-2 et 3-426-19986-6, OCLC 861222647)
- (de) Zoë Beck, Ein zufriedener Mann, 2014 (ISBN 978-3-944818-36-8 et 3-944818-36-9, OCLC 902887333)
- (de) Zoë Beck, Remember, remember Kalender-Thriller: November, 2014 (ISBN 978-3-426-43282-2 et 3-426-43282-X, OCLC 904814426)
- Pfau 117 dans (de) Isabel Bogdan, Anne von Canal et Arche Literatur Verlag, Irgendwo ins grüne Meer Geschichten von Inseln, 2016 (ISBN 978-3-7160-2743-1 et 3-7160-2743-X, OCLC 930644879)
- (de) Karin Sander, Konrad Bitterli et Kunstmuseum Winterthur, Fake it or it didn't happen, 2018 (ISBN 978-3-96098-454-2 et 3-96098-454-5, OCLC 1099588085) : Catalogue de l'exposition de Karin Sander (de) au Kunst Museum Winterthur

### Livres de non-fiction
- (de) Zoë Philipp Reclam Jun. GmbH & Co, Depression. 100 Seiten, 2021 (ISBN 978-3-15-020575-4 et 3-15-020575-1, OCLC 1225084507)

### Romans (Nom: Henrike Heiland)
- (de) Henrike Heiland, Verdeckte Ermittlungen [...] Späte Rache, 2006 (ISBN 978-3-404-15505-7 et 3-404-15505-X, OCLC 181539287)
- (de) Henrike Heiland, Verdeckte Ermittlungen [...] Zum Töten nah, 2007 (ISBN 978-3-404-15629-0 et 3-404-15629-3, OCLC 180929814)
- (de) Henrike Heiland, Blutsünde : Verdeckte Ermittlungen ; Kriminalroman, Lübbe, 2007 (ISBN 9783404157426, OCLC 1028866686)
- (de) Henrike Heiland, Von wegen Traummann! [Roman ; wie werde ich ihn wieder los?], 2010 (ISBN 3-453-40701-6 et 978-3-453-40701-5, OCLC 1259670665)
- (de) Henrike Heiland, Für immer und ledig Roman, 2011 (ISBN 978-3-453-40779-4 et 3-453-40779-2, OCLC 700046717)

### Prose (Nom: Henrike Heiland)
- Der unglückliche Herr Dr. von und zu Wittenstein dans Christiane Geldmacher, Hell's Bells Kriminalgeschichten, 2008 (ISBN 978-3-940691-02-6 et 3-940691-02-X, OCLC 244015084, lire en ligne)
- En quittant Lüdenscheid, ou: Opa muss weg dans (de) Hanns-Peter Karr, Mord am Hellweg 4. / [hrsg. von H. P. Karr und Herbert Knorr im Auftr. des Westfälischen Literaturbüros in Unna e.V. und der Kulturbetriebe Unna für die Veranstaltungsgemeinschaft Mord am Hellweg IV - Tatort Ruhr, Europas größtem internationalen Krimifestival]. H. P. Karr/Herbert Knorr (Hrsg.), 2008 (ISBN 978-3-89425-352-3 et 3-89425-352-5, OCLC 248641437)
- Diese Sache à Rostock dans (de) Hanns-Peter Karr, Endstation Ostsee Krimis von Rostock bis Heringsdorf, 2009 (ISBN 978-3-940077-54-7 et 3-940077-54-2, OCLC 429664831)
- Konkurrenzausschluss dans (de) Andreas Izquierdo et Kölnisch-Preußische Lektoratsanstalt Köln, München blutrot [16 Autoren, 39 Tote, eine Stadt], 2009 (ISBN 978-3-940610-07-2 et 3-940610-07-0, OCLC 560525819)
- Bullets Over Bochum dans (de) Hanns-Peter Karr, Hängen im Schacht das Mordsbrevier fürs Mordsrevier, 2009 (ISBN 978-3-940077-67-7 et 3-940077-67-4, OCLC 472485691)
- Hell-go-land dans (de) Günther Butkus, Morden zwischen den Meeren [kleine Verbrechen aus Schleswig-Holstein], 2010 (ISBN 978-3-86532-193-0 et 3-86532-193-3, OCLC 614561564)
- Starnberger Strafvollzug dans (de) Sabine Thomas, Tod am Starnberger See Krimi-Anthologie ; [Krimis aus dem Fünf-Seen-Land], 2010 (ISBN 978-3-8392-1103-8 et 3-8392-1103-4, OCLC 650987731)
- Exil sur Genfbachstraße dans (de) Ralf Kramp, Nordeifel Mordeifel kriminelle Kurzgeschichten, 2010 (ISBN 978-3-940077-87-5 et 3-940077-87-9, OCLC 666961635)
- Die Dreizehn dans (de) Andreas Izquierdo et Kölnisch-Preußische Lektoratsanstalt Köln, Hamburg blutrot [16 Autoren, 37 Tote, eine Stadt], 2010 (ISBN 978-3-940610-10-2 et 3-940610-10-0, OCLC 725179844)
- Zum Kuckuck ! dans (de) Kerstin Gier, Die Mütter-Mafia und Friends das Imperium schlägt zurück, 2011 (ISBN 978-3-404-16043-3 et 3-404-16043-6, OCLC 748680078)
- Gmundner Alibi dans (de) Sabine Thomas, Tod am Tegernsee Kriminalgeschichten vom Tegernsee, 2011 (ISBN 978-3-8392-1195-3 et 3-8392-1195-6, OCLC 746287503)
- Onkel Horst vom Schillerplatz dans (de) Klaus J. Frahm, Das Mordshaus an der Lahn Kurzkrimis von Bad Laasphe bis Lahnstein, 2011 (ISBN 978-3-942446-23-5 et 3-942446-23-5, OCLC 770713960)

### Traductions
- (de) Caroline Tiger, Der Fernbeziehungs-Ratgeber wie man trotzdem glücklich wird, 2008 (ISBN 978-3-431-03746-3 et 3-431-03746-1, OCLC 227006950)
- (de) Simon Rose, Best of papa geniale Ideen, die Vätern und Kindern Spaß machen, 2008 (ISBN 978-3-404-66424-5 et 3-404-66424-8, OCLC 244045457)
- Dia Reeves : (de) Zoë Beck, Bleeding Violet niemals war Wahnsinn so verführerisch, 2011 (ISBN 978-3-8339-3845-0 et 3-8339-3845-5, OCLC 724436292)
- Cat Clarke : (de) Zoë Beck, Vergissdeinnicht Roman, 2012 (ISBN 978-3-7857-6061-1 et 3-7857-6061-2, OCLC 838094168)
- (de) Dia Reeves, Blutsgeschwister, Cologne, Baumhaus, 2013 (ISBN 978-3-8339-0126-3)
- (de) Pippa Goldschmidt, Der südlichste Punkt / Story, 2013 (ISBN 978-3-944818-19-1 et 3-944818-19-9, OCLC 902889056)
- Gary Dexter : (de) Zoë Beck et Thomas Wörtche, Der Marodeur von Oxford und andere Geschichten aus dem Fallbuch von Henry St. Liver, 2013 (ISBN 3-03734-424-5 et 978-3-03734-424-8, OCLC 1280785004)
- Richard Surface : (de) Zoë Beck, Das Vermächtnis Thriller, 2014 (ISBN 978-3-86282-226-3 et 3-86282-226-5, OCLC 874067464)
- (de) Pippa Goldschmidt, Von der Notwendigkeit, den Weltraum zu ordnen / Storys, 2014 (ISBN 978-3-944818-45-0 et 3-944818-45-8, OCLC 902888912)
- Pippa Goldschmidt : (de) Zoë Beck, Weiter als der Himmel Roman, 2015 (ISBN 978-3-938803-65-3 et 3-938803-65-7, OCLC 879878393)
- Sînziana Păltineanu : (de) Zoë Beck, Elefanten-Chroniken, 2015 (ISBN 978-3-944818-85-6 et 3-944818-85-7, OCLC 920939395)
- James Grady : (de) Zoë Beck et Suhrkamp Verlag, Die letzten Tage des Condor Thriller, 2016 (ISBN 978-3-518-46685-8 et 3-518-46685-2, OCLC 930642855)
- Amanda Lee Koe : (de) Zoë Beck et CULTurBOOKS-elektrische Bücher, Ministerium für öffentliche Erregung Storys, 2016 (ISBN 3-95988-018-9 et 978-3-95988-018-3, OCLC 960311667)
- Karan Mahajan : (de) Zoë Beck et CULTurBOOKS-elektrische Bücher, In Gesellschaft kleiner Bomben Roman, 2017 (ISBN 978-3-95988-022-0 et 3-95988-022-7, OCLC 965624691)
- Gérald Seymour : (de) Zoë Beck, Thomas Wörtche et Suhrkamp Verlag, Vagabond Thriller, 2017 (ISBN 978-3-518-46742-8 et 3-518-46742-5, OCLC 950687977)
- Pippa Goldschmidt : (de) Zoë Beck et CULTurBOOKS-elektrische Bücher, Von der Notwendigkeit, den Weltraum zu ordnen, 2018 (ISBN 978-3-95988-098-5 et 3-95988-098-7, OCLC 1029527992)
- Denise Mina : (de) Zoë Beck et ARGUMENT-Verlag GmbH Abt. Verlag, Blut - Salz - Wasser, 2018 (ISBN 978-3-86754-230-2 et 3-86754-230-9, OCLC 1014188417)
- Helen Oyeyemi : (de) Zoë Beck et CULTurBOOKS-elektrische Bücher, Was du nicht hast, das brauchst du nicht, 2018 (ISBN 978-3-95988-103-6 et 3-95988-103-7, OCLC 1035361536)
- Lesley Nneka Arimah : (de) Zoë Beck et CULTurBOOKS-elektrische Bücher, Was es bedeutet, wenn ein Mann aus dem Himmel fällt, 2019 (ISBN 978-3-95988-105-0 et 3-95988-105-3, OCLC 1078156403)
- Sally Rooney : (de) Zoë Beck et Luchterhand Literaturverlag GmbH, Gespräche mit Freunden Roman, 2019 (ISBN 978-3-630-87541-5 et 3-630-87541-6, OCLC 1090777924)
- Denise Mina : (de) Zoë Beck et ARGUMENT-Verlag GmbH Abt. Verlag, Klare Sache, 2019 (ISBN 978-3-86754-242-5 et 3-86754-242-2, OCLC 1097674413)
- Sally Rooney : (de) Zoë Beck, Normale Menschen Roman, 2020 (ISBN 978-3-630-87542-2 et 3-630-87542-4, OCLC 1192379541)
- Camilla Grudova : (de) Zoë Beck et CULTurBOOKS-elektrische Bücher, Das Alphabet der Puppen, 2020 (ISBN 978-3-95988-150-0 et 3-95988-150-9, OCLC 1154217207)
- Ling Ma : (de) Zoë Beck et CULTurBOOKS-elektrische Bücher, New York Ghost : Roman, 2021 (ISBN 978-3-95988-152-4 et 3-95988-152-5, OCLC 1202080569)
- Sally Rooney : (de) Zoë Beck et Claassen Verlag, Schöne Welt, wo bist du : Roman, 2021 (ISBN 978-3-546-10050-2 et 3-546-10050-6, OCLC 1242044215)